# 댄 퓨어리걸
댄 퓨어리걸(Dan Feuerriegel, 1981년 10월 9일 ~ )은 오스트레일리아의 배우이다.